# Bismula
Bismula is een plaats (freguesia) in de Portugese gemeente Sabugal en telt 198 inwoners (2001).